# Codelco
Codelco (исп. Corporación Nacional del Cobre de Chile, англ.  the National Copper Corporation of Chile) — чилийская национальная медная корпорация, крупнейший в мире производитель меди. Была создана путём национализации собственности иностранных владельцев. Имеет несколько подразделений, расположенных по всей стране. Штаб-квартира находится в столице Чили Сантьяго. Совет директоров состоит из семи человек, которых назначает Президент Чили. Председателем совета директоров является министр горной промышленности, в совет также входят министр финансов, представитель Федерации рабочих медной промышленности, представитель Национальной ассоциации инженерно-технических работников медной промышленности.

## История
История компании начинается с принятием закона 11828, от 5 мая 1955 года, в соответствии с которым при Правительстве был создан Медный департамент (исп. Departamento del Cobre) с одобрения тогдашнего Президента Карлоса Ибаньес дель Кампо (Carlos Ibáñez del Campo). Во времена Президента Эдуардо Фрея (Eduardo Frei Montalva) парламентом был принят закон 16425 от 25 января 1966 года в соответствии с которым Медный департамент был преобразован в Чилийскую медную корпорацию Сodelco.
Во время правления президента Сальвадора Альенде был принят закон 17450 от 11 июля 1971 года согласно которому были национализированы все медные рудники и меднорудные месторождения в стране и переданы Codelco. Формально государственная корпорация Сodelco в таком виде, в каком она существует в настоящее время, была основана в 1976 году в соответствии с декретом тогдашнего Президента Аугусто Пиночета.

## Производственная деятельность
В настоящее время компания является крупнейшим в мире производителем меди, охватывая все переделы, начиная от добычи медной руды до получения чистой меди (99,99 %). В 2007 году было произведено 1,66 миллиона тонн меди, что составляет 11 % мирового производства. Разведанные запасы месторождений корпорации обеспечивают её производство на таком уровне ещё на 70 лет. Перспективные запасы, которым должна быть дана соответствующая экономическая оценка, дают возможность производить медь и за пределами 70-летнего периода.
Основным видом продукции является катодная медь. Кроме того корпорация производит молибден в объёме 27857 тонн (2007 год), а также является крупнейшим в мире производителем рения. Кроме того компания попутно получает золото и серебро в процессе аффинажа меди.
Компания отчисляет в бюджет 10 % валютной выручки от продажи меди, а также всю прибыль, получаемую сверх запланированной. В 2007 году в бюджет было перечислено US$ 7,394 миллиардов.

## Структура компании

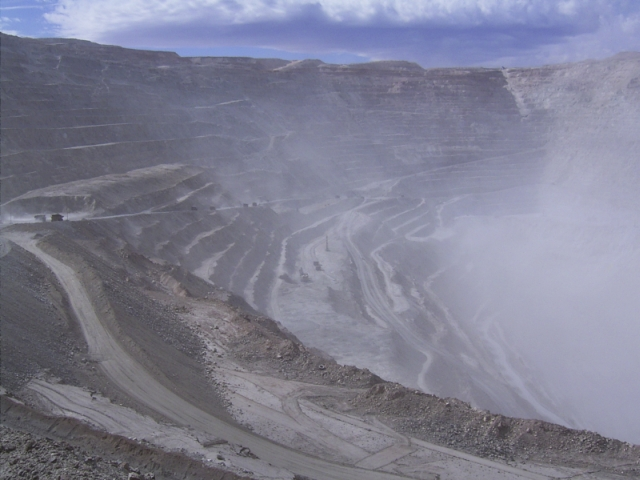
Чукикамата — самый большой карьер в мире

В центральном офисе компании находятся не только обычные подразделения такого рода компании, но и подразделения, занимающиеся исследованиями, геологической разведкой и развитием.
У компании имеется пять основных филиалов на территории Чили:
- Северный (Norte);
- Сальвадор (Salvador);
- Андина (Andina);
- Вентанас (Ventanas);
- Эль-Теньенте (El Teniente).

Кроме того, корпорации принадлежит 49 % рудника Эль Амбра (El Abra Mine).
В филиале Codelco Norte находятся крупнейший в мире меднорудный карьер Чукикамата и рудник Radomiro Tomic.
У компании имеется перспектива дальнейшего развития на новых разведываемых участках